# Company of Heroes (videogioco)
Company of Heroes è un videogioco strategico in tempo reale sviluppato dalla Relic Entertainment e commercializzato nel 2006 dalla THQ per Windows e macOS. L'espansione Company of Heroes: Opposing Fronts è stato pubblicato il 25 settembre 2007, mentre Company of Heroes: Tales of Valor è uscita in aprile 2009.
Una versione per iPad ed Android è stata sviluppata e pubblicata da Feral Interactive e resa disponibile a febbraio 2020. Il 10 novembre 2023 viene rilasciata una versione per Nintendo Switch, sempre ad opera di Feral Interactive, facente parte della raccolta Company of Heroes Collection.

## Trama
La campagna in singolo fa rivivere alcune delle maggiori operazioni americane durante lo Sbarco in Normandia.

### D-Day
Il gioco inizia con la Compagnia Able che partecipa all'assalto a Omaha Beach durante il D-Day dell'Operazione Overlord. La compagnia Able deve superare la spiaggia, distruggere i bunker tedeschi che sorvegliano le spiagge e mettere fuori uso i quattro cannoni antiaerei da 88 mm FlaK 36. Il gioco introduce due dei personaggi principali: Capitano McKay e il Sergente Conti. Questa missione assomiglia molto a come Steven Spielberg ha diretto la sua interpretazione del D-Day nel film Salvate il soldato Ryan.

### Battaglia di Carentan
Nelle prossime tre missioni si comanderà la compagnia Fox nella cattura e difesa di Carentan. Nella notte precedente al D-Day, la compagnia Fox deve raggrupparsi dopo il caotico lancio su Vierville, per poi creare scompiglio fra le retrovie nemiche per impedire ai tedeschi di raggiungere la spiaggia con i rinforzi.
Dopo il D-Day, alla compagnia Fox è stato comandato di catturare e difendere la città di Carentan per unire Omaha Beach e Utah Beach. Sotto costanti bombardamenti d'artiglieria, la compagnia Fox viene aiutata dalla 2ª Divisione Corazzata a difendere la città dagli assalti tedeschi.

### Battaglia di Cherbourg
Le compagnie Able e Dog avanzano per catturare Cherbourg e il suo porto. Sulla strada per Cherbourg, le linee di rifornimento alleate sono minacciate dagli elementi della Panzer-Lehr-Division comandate dall'Hauptmann Schultz. La compagnia Dog cade in un'imboscata e la compagnia Able corre in soccorso per proteggere la linea di rifornimento "Red Ball Express".
Con i fianchi assicurati, gli alleati continuano la loro avanzata verso Cherbourg. Le compagnie Able e Dog, supportate dal 4º Gruppo di Cavalleria e la USS Texas, sono incaricate di catturare il porto di Cherbourg. Sebbene la compagnia Able abbia sottomesso i difensori tedeschi e catturato centinaia di prigionieri, il porto è stato gravemente danneggiato ed è inutilizzabile.

### Operazione Cobra
Le forze alleate si avvicinano alla città di St. Lo e la compagnia Able è in arrivo da nord. I tedeschi sperano di fermare l'avanzata verso St. Fromond facendo saltare i ponti di collegamento. La compagnia Able riesce a riparare i ponti pur sotto il fuoco nemico e scaccia i tedeschi dalla città. I tedeschi si riorganizzano e sferrano numerosi contrattacchi con il supporto di alcune batterie missilistiche, ma ogni assalto è contrastato efficacemente dalla compagnia Able e i tedeschi devono ritirarsi per via delle numerose perdite subite.
La compagnia Charlie è stata distrutta da elementi della divisione Panzer-Lehr sotto il comando del capitano Shultz, mentre cercava di difendere la Collina 192 nei pressi di St. Lo. Alla compagnia Able viene assegnato l'incarico di prendere la collina. Le siepi attorno alla collina e i FlaK 88 nascosti nella vegetazione offrono un'ottima posizione difensiva contro gli alleati, ma la compagnia Able, con il supporto dei Sherman equipaggiati con pale da bulldozer, riesce ad estirpare le siepi e ad attaccare sui fianchi i tedeschi.
I tedeschi in difesa di St. Lo decidono di tenere la città a tutti i costi fortificandovisi in maniera pesante, ma la compagnia Able pianifica di accerchiare la città e far arrendere i tedeschi invece che tentare un assalto diretto. Benché l'operazione sia stata un successo, alcuni unità tedesche, inclusa la divisione Panzer Lehr, riescono a fuggire dalla città. La compagnia Able chiama in supporto la "8th Air Force" per bombardare i nemici in ritirata.
Ridotta male e sotto costanti attacchi aerei, la divisione Panzer-Lehr viene inseguita dalle forze americane e la compagnia Able pianifica di intercettare quello che è rimasto della divisione a Hébécrevon. L'attacco viene condotto in velocità con i cacciacarri M10 contro le posizioni della Panzer-Lehr e quasi tutti i carri armati tedeschi vengono messi fuori uso, inclusi gli ultimi 7 Panzer V Panther. Ciò nonostante, durante la missione, il capitano MacKay viene ucciso dal Tiger sotto il personale controllo del capitano Shultz.

### Operazione Lüttich
Dopo la perdita del loro comandante, Conti viene promosso a tenente e prende il comando della compagnia Able. Alla compagnia viene concesso un po' di riposo e viene ricollocata a Mortain per dare il cambio alla compagnia Dog sulla Collina 317. Sfortunatamente, quella notte, Mortain diventa oggetto di un massiccio contrattacco tedesco. Colti di sorpresa e in inferiorità numerica, la compagnia Able deve difendere a tutti i costi la collina fino all'arrivo dei rinforzi il mattino successivo.
La compagnia Dog giunge all'alba con il supporto dei carri armati. I tedeschi ritentano un altro contrattacco, ma ogni tentativo fallisce miseramente. La compagnia Able riesce a cacciare via i tedeschi infliggendogli gravi perdite, inclusa la distruzione di alcune batteria antiaeree FlaK 88.

### Sacca di Falaise
L'ultima sezione della campagna riprende la totale distruzione delle forze tedesche in Francia, con la Sacca di Falaise. Dopo incessanti sconfitte, le forze tedesche sono costrette a ritirarsi. Le forze alleate corrono per cercare di tendere una trappola ai tedeschi prima che questi fuggano. La compagnia Baker viene incaricata di bloccare una delle vie di fuga dei tedeschi, Autry, ma il Panzergruppe del capitano Shult annienta la Baker. La compagnia Able corre in soccorso con il supporto dei carri pesanti M26 Pershing e distrugge il Panzergruppe. Il Tiger del capitano Shultz giace insieme agli altri carri distrutti, e la morte del capitano MacKay è vendicata.
Chambois diventa l'unica possibilità di fuga dalla Sacca di Falaise per la 7ª Armata tedesca. Con un pesante supporto aereo, canadesi, polacchi e americani, guidati dalla compagnia Able, assicurano tutti i ponti intorno a Chambois e chiudono la Sacca. La 7ª Armata tedesca tenta di spezzare le difese americane e fuggire, ma incontrano una forte resistenza ed è costretta ad arrendersi.
La campagna termina con una frase a ricordare che la compagnia Able ha perso l'80% degli uomini impegnati in combattimento.

## Modalità di gioco

### Risorse
Il sistema di gestione delle risorse e della microgestione delle truppe ha creato un'esperienza molto più tattica.
Il giocatore deve prendere il controllo dei punti sulla mappa. Più punti si controllano, maggiori risorse si guadagnano. Questo concetto richiede una continua espansione del territorio. Questi punti sono collegati fra loro come una linea di rifornimento, e quindi, se un altro giocatore la interrompe conquistando un punto, isola i punti e riduce drasticamente le risorse prodotte dal nemico.
Il giocatore può collezionare tre risorse: manodopera, munizioni e benzina. La manodopera è necessaria per produrre ogni unità. Le munizioni servono per potenziare individualmente le squadre e i veicoli oppure utilizzare abilità speciali. La benzina permette di comprare carri armati o altri veicoli ed effettuare potenziamenti globali. Il giocatore può decidere, al costo di un po' di manodopera, di piazzare un posto d'osservazione sul punto risorsa per incrementare la produzione e rendere più difficile la cattura da parte del nemico, questa mossa è un ottimo investimento a lungo termine.
Le unità sono molto costose, perciò Company of Heroes si distingue dagli altri strategici in tempo reale, dove è facile vedere molte unità schierate in campo.

### Edifici
Le unità possono occupare qualsiasi edificio e convertirlo in una base avanzata dove è possibile produrre alcuni tipi di fanteria.
È possibile costruire stazioni mediche dove i medici potranno recuperare i soldati feriti sul campo di battaglia e portali nella stazione medica. Quando verranno recuperati un certo numero di soldati (4 per la Wehrmacht e 6 per gli americani), la stazione medica produrrà una squadra senza spendere nulla.
La fanteria può entrare negli edifici ed utilizzarli come copertura per proteggersi dagli attacchi, ma questo limita la loro forza perché è immobile, un facile bersaglio dell'artiglieria e dei cecchini. Inoltre, la fanteria può solamente sparare attraverso le finestre o i buchi nei muri. Alcune armi sono molto efficaci contro la fanteria trincerata in negli edifici; cariche Satchel, carri armati o lanciarazzi possono distruggere gli edifici, mentre la fanteria o carri armati equipaggiati con un lanciafiamme possono letteralmente bruciare vivi i soldati che occupano un edificio. Ovviamente, ci sono anche dei vantaggi; la fanteria è molto protetta dal fuoco di piccole armi e gli edifici sono studiati per resistere al fuoco di un carro armato prima di frantumarsi. Company of Heroes è stato il primo gioco di strategia della seconda guerra mondiale ad introdurre la distruzione dinamica degli edifici grazie al potente motore fisico creato per il gioco, per esempio, se un carro concentra il suo fuoco nella parte inferiore di una casa, il muro collasserà e l'intero edificio crollerà in modo realistico.
Gli edifici occupati possono essere distrutti dalle unità nemiche o altri tipi di armi, come il fuoco d'artiglieria o le cariche da demolizione. Gli edifici civili non possono essere riparati o ricostruiti. Entrambe le fazioni possono costruire postazioni di mitragliatrici fisse (gli americani possono edificare un nido di mitragliatrici, mentre la Wehrmacht i bunker).
Gli americani possono costruire la caserma e il centro armi di supporto per schierare fanteria, oppure l'officina e il deposito carri per produrre carri armati e altri veicoli. Il centro medico può curare le unità nelle vicinanze che sono state ferite dal nemico. La fureria è necessaria per costruire l'officina e il deposito carri, inoltre permette di fare dei potenziamenti per ridurre il costo delle unità.
I tedeschi possono produrre una varietà maggiore di edifici e unità. La caserma, permette al giocatore di produrre fanteria. Con la caserma Krieg e l'arsenale Sturm è possibile produrre veicoli leggeri e altri tipi di fanteria, mentre il Comando Panzer schiera i carri armati pesanti. Inoltre è possibile costruire il Centro Kampkraft per potenziare le unità.

### Fazioni

#### Alleati
Rappresentati dagli americani, questa fazione vanta di unità versatili ed economiche. Le unità possono diventare veterane combattendo; ogni livello si guadagna uccidendo nemici o distruggendo edifici. Gli americani possiedono squadre più grandi rispetto alla Wehrmacht, ma generalmente sono meno forti, però possono contare su upgrade e abilità che riequilibrano lo scontro.
I veicoli e carri americani, che sono carenti nel combattimento, sono però più veloci e possiedono maggiori forze di supporto, come il carro sminatore o le granate fumogene.

##### Dottrine
- Compagnia di Fanteria: Incentrata sulla difesa e il supporto della fanteria, questa dottrina permette al giocatore di addestrare fanteria e costruire difese più velocemente, schierare artiglieria pesante e chiamare rinforzi come i potenti Rangers.
- Compagnia Aviotrasportata: Basata sui paracadutisti e il supporto aereo, questa dottrina permette di schierare paracadutisti, chiamare ricognizioni aeree e giovare della potenza distruttiva del caccia-bombardiere P-47 Thunderbolt.
- Compagnia Corazzata: Si basa sui veicoli e il supporto dei carri armati, questa dottrina rallenta il gioco per poi guadagnare potenza verso il finale della partita con potenti abilità come il miglioramento della produzione di veicoli e il potente carro pesante M26 Pershing.

#### Asse
Rappresentata dalla Wehrmacht tedesca, questa fazione schiera un numero minore di unità rispetto agli americani. Le unità della Wehrmacht sono generalmente più costose e forti. Per la Wehrmacht, l'esperienza non si guadagna, ma si "compra" nel Centro Kampfkraft. La fanteria tedesca spazia dai Volksgrenadier fino ai Cavalieri Della Croce Di Ferro. I carri, ugualmente, danno al giocatore una possibilità di scelta fra i meno costosi Panzer IV o i potenti Panzer V Panther. La loro forza viene completata con unità speciali come i Nebelwerfer o l'Ufficiale.

##### Dottrine
- Dottrina Difensiva: Incentrata sull'artiglieria e la difesa, questa dottrina offre alle strutture una difesa maggiore, bonus di difesa alla fanteria e permette di costruire i temibili cannoni antiaerei FlaK 88.
- Dottrina della Guerra Lampo: Fondata sulla velocità e le operazioni offensive, questa dottrina consente ai giocatori di velocizzare la propria economia e di sferrare potenti attacchi con le Sturmtruppen e il famoso Tiger.
- Dottrina del Terrore: Basata sulla guerra psicologica e la potenza distruttiva, questa insolita dottrina concede al giocatore unità più dure a morire, la possibilità di fare ritirare il nemico con la propaganda, di lanciare i devastanti missili V1 o di richiamare il possente Panzer VI Tiger II.

### Multiplayer
Per Company of Heroes, Relic ha iniziato ad usare un nuovo sistema chiamato Relic Online. Nei giochi precedenti la Relic ha utilizzato i servizi GameSpy Arcade e World Opponent Network. Questo nuovo sistema include alcune nuove funzioni che i sistemi precedenti non possedevano, come un sistema di automatch e di ranking.
Il gioco permette partite da 2 a 8 giocatori via Internet o LAN.
Nel Multiplayer, al contrario della campagna, il giocatore può scegliere se usare l'Asse o gli Alleati.

### Obiettivi

#### Controllo punti vittoria
Con questa modalità, nella mappa ci saranno alcuni punti vittoria. Questi punti vittoria potranno essere catturati come i punti strategici. Quando una fazione ha un punto vittoria in più rispetto all'altra fazione, i punti dell'altra squadra iniziano a scendere. Quando una fazione arriva a 0 punti, perde. Alternativamente, i giocatori possono distruggere la base nemica per vincere la partita. Prima che il gioco cominci, è possibile scegliere tra 250, 500 o 1000 punti.

#### Annientamento
Nelle partite in annientamento mancano i punti vittoria come nella modalità Controllo Punti Vittoria. Per vincere, il giocatore deve distruggere ogni edificio nemico (Sono esclusi i posti d'osservazione).
La fanteria e i veicoli non devono essere distrutti per vincere.

## Sviluppo
Company of Heroes è il primo gioco della Relic a utilizzare l'Essence Engine. Questo motore grafico è stato sviluppato da zero e disegnato per fare un grande utilizzo di effetti speciali, come l'HDR, effetti shader e il normal mapping.
Company of Heroes è renderizzato in 3D con fanteria, veicoli e strutture molte dettagliate ma mantenendo un framerate costante e senza, a detta di Relic, aver bisogno di un PC di fascia alta. La Relic ha dichiarato che ci sono circa 2.000 differenti animazioni per un'unità di fanteria.
Company of Heroes utilizza il motore fisico Havok che dà al gioco un maggiore realismo. Gli edifici possono essere distrutti dalle granate, satchels o mortai, e i carri armati possono distruggere muretti o staccionate. Il fumo creato dalle esplosioni è programmato per comportarsi realisticamente e reagire in base al vento. Le macerie sono influenzate dalle esplosioni; un colpo di carro armato può far volare un barile e schizzare di fango le truppe, lasciando un grande cratere. Quando la fanteria è sotto bombardamento d'artiglieria, i corpi si smembrano e gli arti si disperdono. I ponti e le costruzioni possono essere distrutte dai genieri con delle cariche da demolizione.
Il 29 maggio 2007, la Relic ha distribuito una patch per Company of Heroes che include il supporto delle DirectX 10. Questa patch lo ha reso il primo gioco che ha introdotto le DirectX 10.